# Франконский округ
Франконский округ (нем. Fränkischer Reichskreis) — имперский округ, основанный в 1500 году в центре Священной Римской империи. 
Округ (Kreisordnung des Reichs) Германо-римской империи включал в себя восточную часть бывшего Франконского племенного герцогства, что примерно соответствует современным баварским районам Верхней, Средней и Нижней Франконии, в то время как западная Рейнская Франкония принадлежала Верхнерейнскому округу. На титул «герцога Франконии» претендовали епископы Вюрцбурга. В 1837 году Франконский округ образовал три округа Баварского королевства (Верхняя, Средняя и Нижняя Франконии).

## Возникновение и расположение
Ещё в средние века Франкония имела очень тесные связи с королем и империей. Расположенная между рейнскими территориями империи и Королевством Богемия, Франкония, в состав которой входило бывшее герцогство Франкония, долгое время была одним из центров империи.
По приказу императора Людовика Баварского Бамберг, Вюрцбург, Айхштетт и Фульда с бургграфами Нюрнберга, графами Геннебергскими, Кастельскими и Гогенлоэ, три епископских города, а также имперские города Нюрнберг и Ротенбург впервые объединились в Союз Земского мира. Но этот союз распался перед лицом сопротивления городов и князей.
2 июля 1500 года, на Аугсбургском рейхстаге (всесословном совете (собрании)), созванном германо-римским императором Максимилианом I, Германо-римская империя была разделена на шесть имперских округов, для лучшего управления, перед лицом угрозы от Османской империи и в целях военно-фискальных, повышения эффективности госуправления, поддержания мира и порядка на территории и решения межгосударственных конфликтов с примирением немецких католиков и протестантов, и одним из них был Франконский. Германо-римская империя была разделена на шесть имперских округов. Эти первые округа изначально были пронумерованы, Франконскому имперскому кругу был присвоен номер 1:
Первый округ включает князей, княжеств, штатов и территорий, описанных ниже, а именно епископов Бамберга, Вирцбурга, Эйштетта, маркграфа Бранденбурга как бургграфа Нюрнберга, графов, свободные и имперские города, где они сидят и расположены.
— 

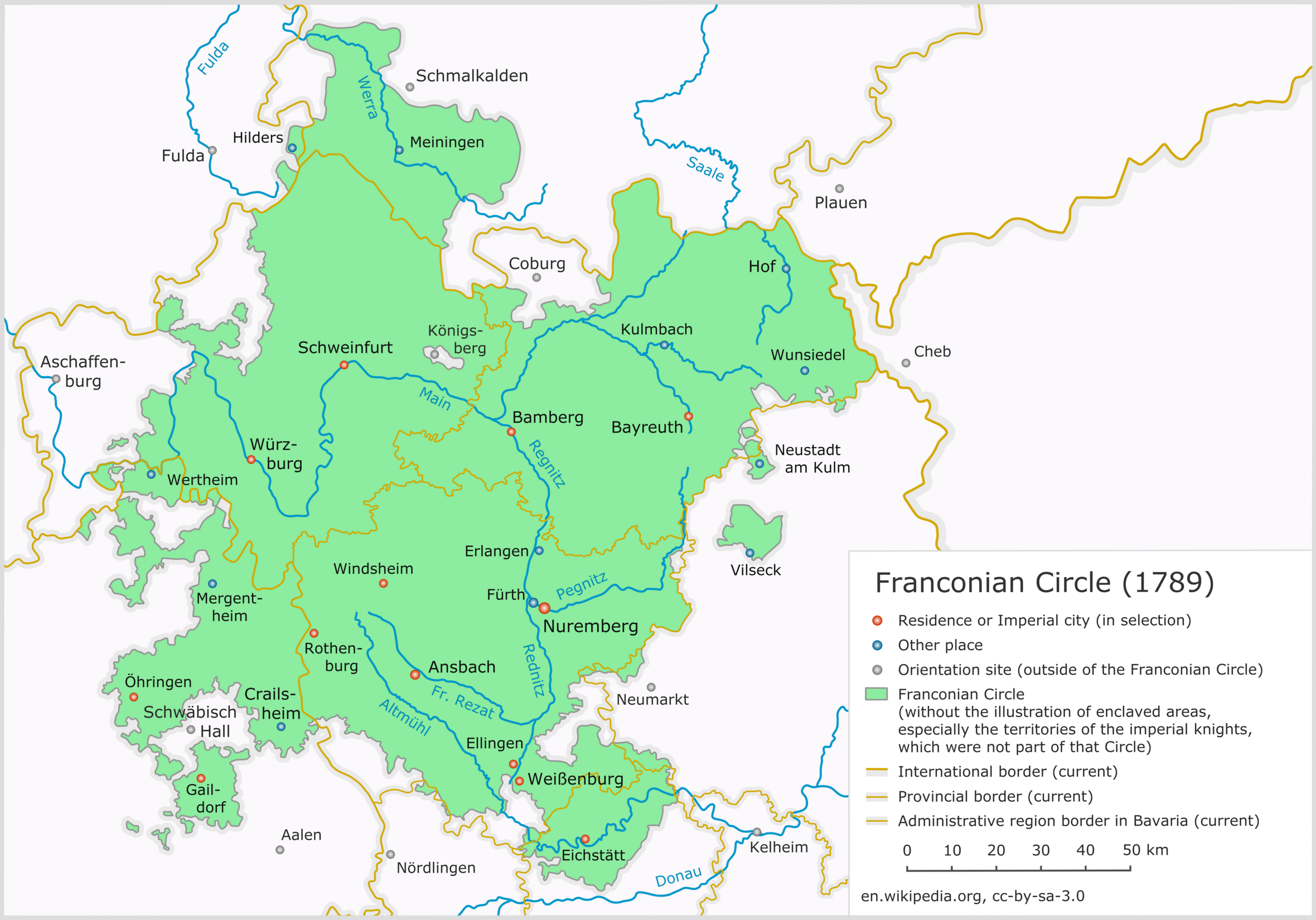
Франконский округ в 1789 году

Позже округам были даны названия, соответствующие их географическому положению, что дало начало названию Франконский имперский округ, появившемуся впервые в 1522 году. В позднем средневековье под Франконией понимали территорию между лесистыми нагорьями Шпессарт и Штайгервальд, в основном включающие поместья Вюрцбургского епископства.
Имперский округ простирался от Франконской Зале до реки Альтмюль и охватывал большую часть верхнего и среднего течения реки Майн, что примерно соответствовало современным баварским провинциям Верхней, Средней и Нижней Франконии, но без поместий Майнцского курфюршества в Верхнем Штифте вокруг Ашаффенбурга.
Использование имени Франкония создало осознание внутреннего единства и возросшее чувство единения и солидарности, которых, однако, не существовало на политической или суверенной аренах.

## Состав

### Имперские князья
| Название    | Форма владения        | Описание |
| ----------- | --------------------- | --- |
| Айхштетт    | Княжество-епископство | Основано в 741 году святым Бонифацием                                                                                               |
| Ансбах      | Маркграфство          | Основано в 1398 году, управлялось династией Гогенцоллернов, присоединено Пруссией в 1791 году                                       |
| Байрейт     | Маркграфство          | Основано в 1398 г. в Кульмбахе, принадлежит дому Гогенцоллернов, в личной унии с Ансбахом с 1769 г., приобретено Пруссией в 1791 г. |
| Бамберг     | Княжество-епископство | Основано в 1007 году императором Генрихом II, княжество-епископство с 1245 года                                                     |
| Вюрцбург    | Княжество-епископство | Основано в 741 году святым Бонифацием, княжество-епископство с 1168 года, титулярный «Герцог Франконии»                             |
| Лёвенштейн  | Графство              | Свободный имперский c 1494 года, Лёвенштейн-Вертхайм с 1574 года, повышено до княжества в 1711 году                                 |
| Хеннеберг   | Княжеское графство    | Княжество с 1310 гола, линия пресеклась в 1583 году, приобретено герцогствами Саксен-Веймар и Саксен-Гота в 1660 году               |
| Шварценберг | Синьория              | Основано в 1429 года сеньорами Зайнсхайма, имперское графство с 1599 года, княжество с 1670 года                                    |

### Имперские города
| Название                | Описание                                                    |
| ----------------------- | ----------------------------------------------------------- |
| Бад-Виндсхайм           | С 1248 года                                                 |
| Вайсенбург-ин-Байерн    | С 1296 года                                                 |
| Нюрнберг                | Статус Reichsfreiheit гарантирован Фридрихом II в 1219 году |
| Ротенбург-об-дер-Таубер | Статус Reichsfreiheit гарантирован Рудольфом I в 1274 году  |
| Швайнфурт               | С 1254 года                                                 |

### Имперские графы
| Название     | Форма владения | Описание |
| ------------ | -------------- | --- |
| Вельцхайм    | Синьория       | Фьеф Вюртемберга, с 1379 по 1713 год — во владении Шенке фон Лимпург (Schenken von Limburg)                                                                   |
| Вертхайм     | Графство       | Основано в 1132, в 1574 году приобретено Лёвенштейнами |
| Визентхайд   | Графство       | Имперское графство с 1678 года, приобретено графами Шёнборнами в 1701 году                                                                                    |
| Зайнсхайм    | Синьория       | Принадлежит графам Шварценберг с 1655 года |
| Кастелль     | Графство       | Имперское графство с 1202 года. |
| Гогенлоэ     | Графство       | Свободные имперские графы с 1450 года, княжество с 1744 года                                                                                                  |
| Лимпург      | Графство       | Территория вокруг замка Лимпург около города Швебиш-Халль, держалось Шенке фон Лимпург (Schenken von Limpurg) — старшими виночерпиями богемских королей.      |
| Райхельсберг | Синьория       | Территория вокруг замка Райхельсберг рядом с городом Ауб, феод княжества-епископства Бамберг дому Гогенлоэ, с 1401 года — фьеф княжества-епископства Вюрцбург |
| Ринек        | Графство       | Основано в 1168 году, с 1366 года — фьеф Манйцского курфюршества, династия правителей пресеклась в 1559 году, приобретено имперскими графами Ностицами        |
| Хаузен       | Баронство      | Принадлежало княжеству-епископству Бамберг с 1007 года, совместное владение Байрейта и Нюрнберга с 1538 года                                                  |
| Эрбах        | Графство       | Имперское графство с 1532 года |